# Yoduro de etilo
El yoduro de etilo (también conocido como yodoetano) es un compuesto químico incoloro e inflamable. Tiene la fórmula química C2H5I y se prepara calentando etanol con yodo y fósforo. En contacto con el aire, especialmente por efecto de la luz, se descompone y se vuelve amarillo o rojizo por el yodo disuelto.

## Producción
Como se ha comentado, el yoduro de etilo se prepara usando fósforo rojo, etanol absoluto y yodo; el fósforo y el yodo se disuelven en el etanol, donde forman triyoduro de fósforo, que debe formarse in situ porque es inestable. Durante el proceso se controla la temperatura.:
{\displaystyle {\ce {3C2H5OH + PI3 -> 3C2H5I + H3PO3}}}
También se puede preparar por la adición de yoduro de hidrógeno a eteno:
{\displaystyle \mathrm {CH_{2}=CH_{2}+HI\longrightarrow {}CH_{3}CH_{2}I} }
También se puede preparar por reacción entre ácido yodhídrico y etanol destilando el yoduro de etilo.

## Propiedades
El yoduro de etilo debe almacenarse en presencia de polvo de cobre para evitar una descomposición rápida, aunque incluso con este método, las muestras no duran más de 1 año. Debido a que el yoduro es un buen grupo saliente, el yoduro de etilo es un agente alquilante excelente.